# Humahuaca (departement)
Humahuaca is een departement in de Argentijnse provincie Jujuy. Het departement (Spaans:  departamento) heeft een oppervlakte van 3.792 km² en telt 16.765 inwoners.

## Plaatsen in departement Humahuaca
- Aparzo
- Azul Pampa
- Capla
- Casa Grande
- Casillas
- Chaupi Rodeo
- Chorcan
- Chucalesna
- Cianzo
- Cobre
- Coctaca
- Coraya
- El Aguilar
- Hipólito Yrigoyen
- Hornaditas
- Humahuaca
- La Cueva
- Palca de Aparzo
- Pucara
- Pueblo Viejo
- Río Grande
- Ronqui
- Tres Cruces
- Ucumaso
- Uquia
- Vizcarra